# Moody Blue (chanson)
Singles de Elvis Presley
Hurt
(1976) Way Down
(1977)
Moody Blue est une chanson rendue célèbre par Elvis Presley, qui l'a sortie en single sur le label RCA Victor le 29 novembre 1976.

## Histoire
La chanson a été écrite par Mark James, qui fut aussi le premier à l'enregistrer. Enregistrée par lui le 27 juin 1975, elle sort en single en septembre de la même année.
Elvis Presley l'a enregistrée en février 1976 et sortie en single le 29 novembre 1976. La chanson a été aussi incluse dans l'album Moody Blue, sorti par Elvis en juillet 1977.